# Leyton Hammonds
Leyton Hammonds (ur. 26 września 1994 w North Richland Hills) – amerykański koszykarz, występujący na pozycjach niskiego lub silnego skrzydłowego, obecnie zawodnik Jokohama B-Corsairs.
24 lipca 2019 dołączył do Arki Gdynia.
21 lipca 2020 został zawodnikiem rosyjskiego Jenisieju Krasnojarsk. 18 czerwca 2021 zawarł umowę z japońskim Jokohama B-Corsairs.

## Osiągnięcia
Stan na 18 czerwca 2021, na podstawie, o ile nie zaznaczono inaczej.
NCAA
- Uczestnik rozgrywek turnieju NCAA (2014, 2015, 2017)

Drużynowe
- Wicemistrz Węgier (2019)
- Zwycięzca pucharu Alpe Adria Cup (2019)

Indywidualne
(* – nagrody przyznane przez portal eurobasket.com)
- MVP*:
  - sezonu Alpe Adria Cup (2019)
  - finałów pucharu Alpe Adria Cup (2019)
- Najlepszy skrzydłowy pucharu Alpe Adria Cup (2019)*
- Zaliczony do I składu*:
  - pucharu Alpe Adria Cup (2019)
  - najlepszych zawodników zagranicznych ligi węgierskiej (2019)